# Kabinetsformatie Nederland 2012

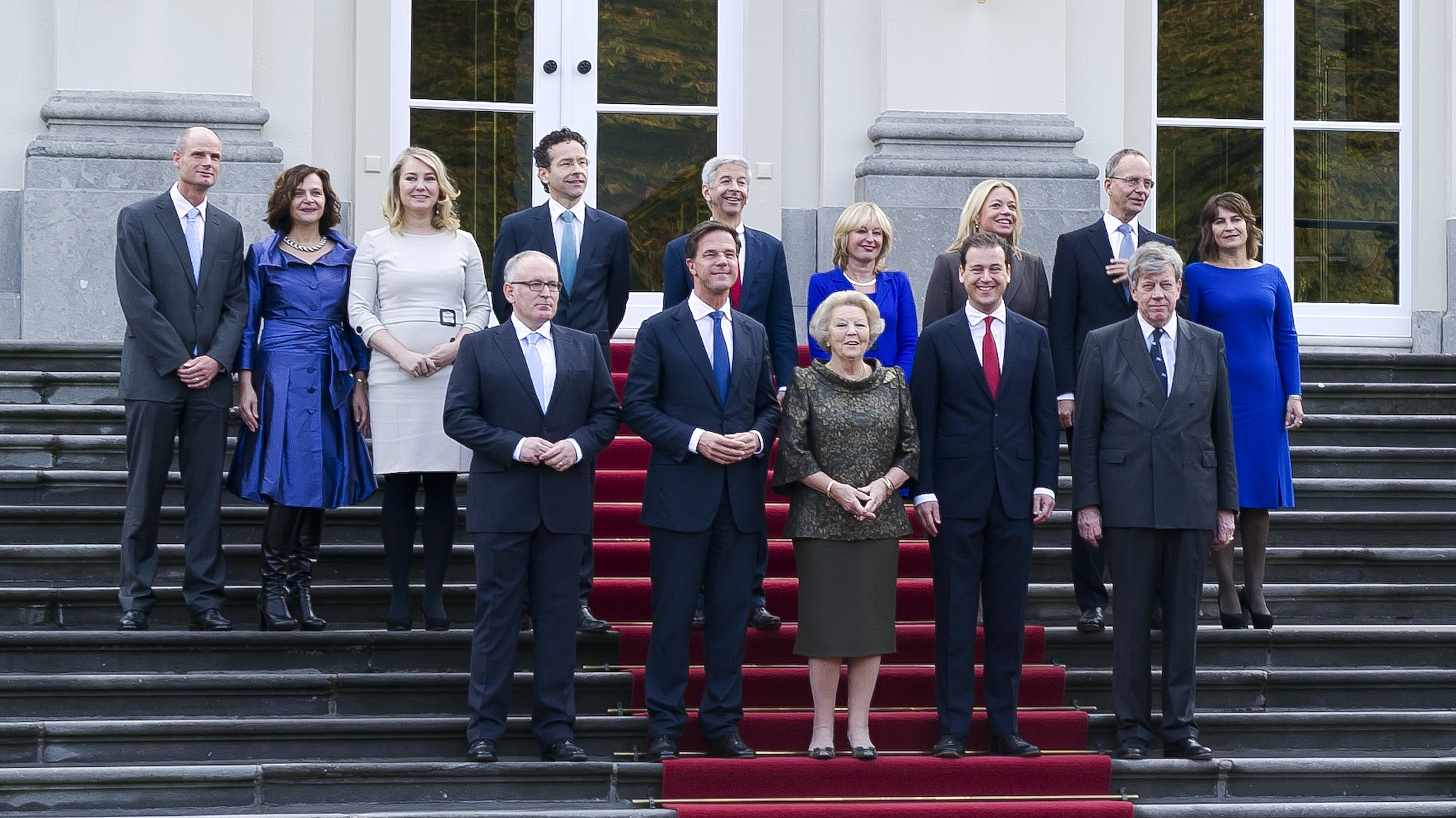
De bordesscène van de ministers van het kabinet-Rutte II met in het midden vooraan koningin Beatrix.

Een kabinetsformatie vond in Nederland plaats na de Tweede Kamerverkiezingen van 12 september 2012. Na 54 dagen leidde dit tot het kabinet-Rutte II, bestaande uit Volkspartij voor Vrijheid en Democratie (VVD) en Partij van de Arbeid  (PvdA). Het was daarmee een van de snelste kabinetsformaties. De formatie was de eerste waarin de koning(in) geen actieve rol speelde.
Tijdens de verkenning door Henk Kamp werd duidelijk dat de twee grootste partijen VVD (41 zetels) en PvdA (38 zetels) met elkaar moesten onderhandelen. Deze onderhandelingen vonden plaats onder leiding van informateurs Kamp en Wouter Bos. Toen dit lukte, werd onder formateur Mark Rutte gezocht naar bewindslieden. Op 5 november werd het kabinet-Rutte II beëdigd.

## Achtergrond

### Rol van koning(in)
Na de kabinetsformatie van 2010 was er in de Tweede Kamer toegenomen ontevredenheid over de rol van de koning(in) in het formatieproces. Daarom werd het Reglement van Orde van de Tweede Kamer gewijzigd om de rol van de koning(in) te beperken. Informateurs en formateurs werden niet langer aangewezen door de koningin, maar door de Tweede Kamer. Wel werd de koning(in) nog ingelicht over de actuele politieke situatie en het verloop van de formatie geïnformeerd door haar vaste adviseurs, de voorzitters van Eerste en Tweede Kamer en de vice-president van de Raad van State.

### Aanleiding verkiezingen
Nederland bevond zich in 2012 in de nasleep van de kredietcrisis en moest flink bezuinigen om de staatsschuld te beperken. Het kabinet-Rutte I - bestaande uit de Volkspartij voor Vrijheid en Democratie (VVD) en het Christen-Democratisch Appèl (CDA), gedoogd door de Partij voor de Vrijheid (PVV) - lukte het niet om tot overeenstemming te komen over de begroting van 2013. Een kabinetscrisis over de begroting volgde waarbij PVV de gedoogsteun introk en het kabinet zijn ontslag aanbood. Nieuwe verkiezingen werden daarom uitgeschreven. Voor de begroting van 2013 werd het Lenteakkoord gesloten met Democraten 66 (D66), GroenLinks (GL) en ChristenUnie (CU).

### Verkiezingsuitslag

De zetelverdeling van de Tweede Kamer na de Tweede Kamerverkiezingen van 2012:
SP: 15
PvdD: 2
PvdA: 38
GL: 4
D66: 12
50+: 2
VVD: 41
CU: 5
CDA: 13
SGP: 3
PVV: 15

De campagne voor de verkiezingen begon als een tweestrijd tussen Mark Rutte (VVD) en Emile Roemer (SP). De debatprestaties van Roemer vielen echter tegen, terwijl de recent aangetreden partijleider Diederik Samsom (PvdA) juist positief opviel. Samsom steeg in de peilingen en nam Roemers plek in de tweestrijd in. Uiteindelijk werd de VVD met 41 zetels de grootste en PvdA tweede met 38 zetels.
34% van de kiezers had strategisch gestemd, zodat de gekozen partij veel invloed heeft op kabinetsbeleid of om te voorkomen dat een andere partij te veel macht krijgt. Veel VVD-stemmers hadden bijvoorbeeld de PVV eigenlijk als eerste keuze, en veel PvdA-stemmers eigenlijk SP als eerste keuze, maar stemden op basis van de peilingen toch op de grotere partij in de peilingen.

## Verkenner Kamp
Al op de verkiezingsavond hadden Rutte en Samsom contact met elkaar, waarin ze vaststelden dat een samenwerking van hun partijen onvermijdelijk was. Samsoms suggestie om nog een extra partij toe te voegen, zoals de SP, werd door Rutte afgewezen. Op 13 september vergaderden de beoogde fractievoorzitters met Tweede Kamervoorzitter Gerdi Verbeet. Op voordracht van Rutte — en in overleg met Samsom — werd VVD-minister Henk Kamp aangesteld als verkenner. Die avond spraken Rutte en Samsom elkaar wederom, in het Haagse appartement van VVD-fractievoorzitter in de Eerste Kamer Loek Hermans. Samsom gaf aan fractievoorzitter te willen blijven en schoof Amsterdamse wethouder Lodewijk Asscher naar voren als vicepremier. Ze spraken daarnaast bereidheid uit pijnlijke maatregelen te nemen gezien de economische situatie.
Een dag later nodigde Kamp alle beoogde fractievoorzitters individueel uit voor een gesprek. Een meerderheid van de partijen — VVD, PvdA, PVV, CDA, D66, ChristenUnie, GroenLinks, SGP en 50PLUS — adviseerde om een coalitie van ten minste VVD en PvdA te onderzoeken. Diezelfde avond spraken Rutte en Samsom elkaar in het Torentje, samen met Kamerleden Stef Blok (VVD) en Jeroen Dijsselbloem (PvdA), die later hun secondanten zouden zijn. Zij besloten om geen andere partijen bij de formatie te betrekken, omdat dit een zinloze exercitie volgens hen zou zijn.
Op 17 september hield Kamp nog afzonderlijke gesprekken met Samsom en Rutte, en vervolgens een gezamenlijk gesprek. De conclusie was dat er vertrouwen voor een vruchtbare samenwerking was. Zij bevestigden ook hun keuze voor Kamp en oud-PvdA-partijleider Wouter Bos als informateurs, iets wat ze al afgesproken hadden de ochtend na de verkiezingen. Op 18 september bracht Kamp zijn eindverslag uit, met het advies om VVD en PvdA te laten onderhandelen onder leiding van hemzelf en Bos.

## Informateurs Kamp en Bos
Op 20 september debatteerde de nieuwe Tweede Kamer over het verslag van Kamp en ging akkoord met diens voorstel om hemzelf en Bos tot informateur te benoemen. Waar vroeger de gesprekken gevoerd werden in de ministerskamer van de Eerste Kamer, werden de onderhandelingen vanaf dat moment gevoerd in de Stadhouderskamer in het Tweede Kamergebouw. Daarmee werd expliciet gemaakt dat de regie in de formatie bij de Tweede Kamer lag.
De onderhandelaars spraken af om niet tot "waterige" compromissen te komen. Dit had het kabinet-Balkenende IV (2006-2010) getypeerd, waar PvdA in had gezeten. In plaats daarvan werden onderwerpen uitgeruild. Vanuit zijn ervaring in het bedrijfsleven had Bos daarvoor een systeem ingebracht. Al in de week van 24 september stonden de hoofdlijnen van het regeerakkoord vast. De portefeuilleverdeling en personele invulling was toen grotendeels al rond.

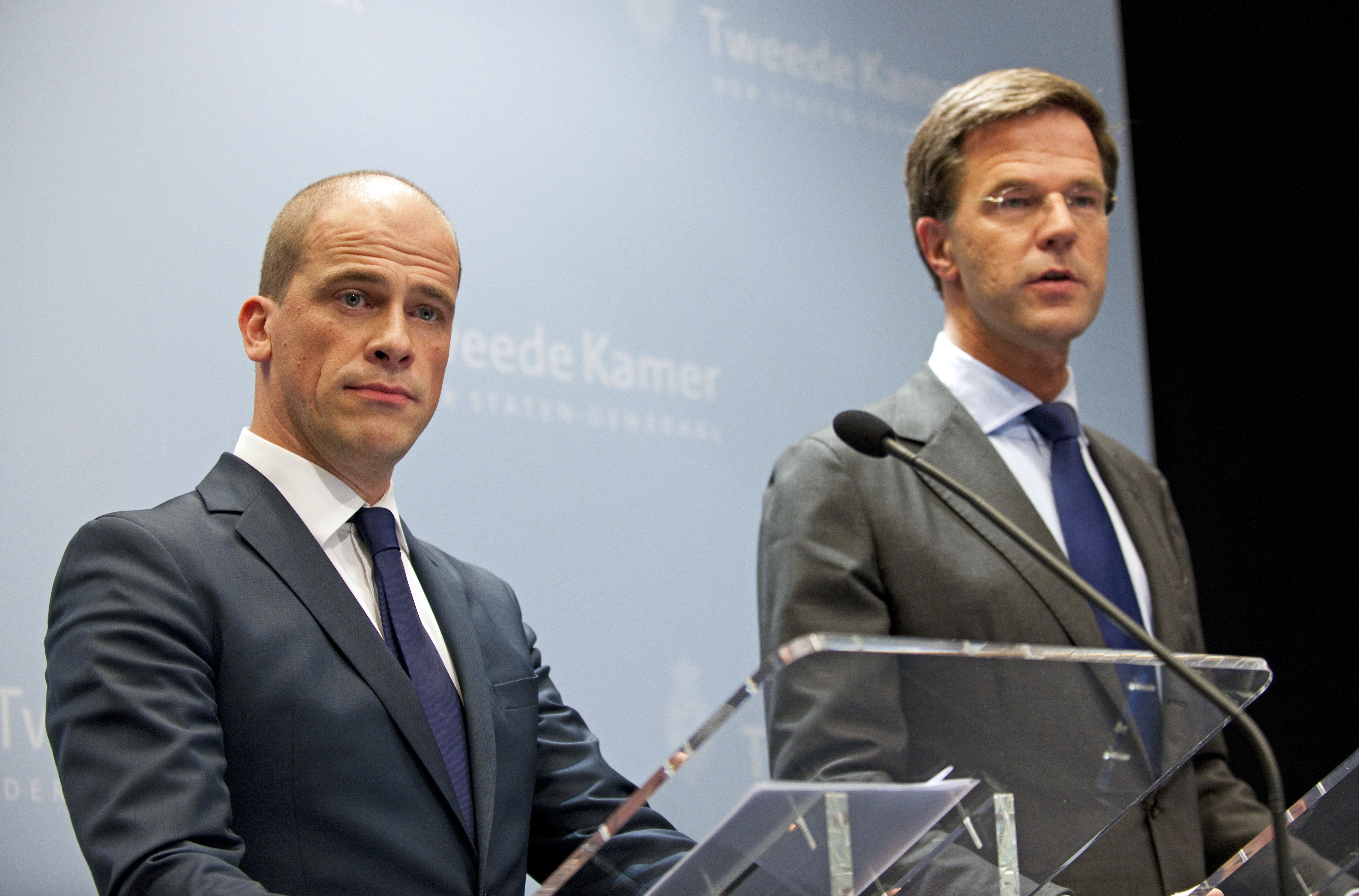
Diederik Samsom en Mark Rutte lichten de maatregelen uit het deelakkoord toe.

De onderhandelingen vonden plaats na Prinsjesdag, waar de begroting van 2013 was gepresenteerd, gebaseerd op het Lenteakkoord. Om de begroting in lijn te brengen met het regeerakkoord, presenteerden VVD en PvdA op 1 oktober een deelakkoord. Op een aantal punten werd daarmee het Lenteakkoord aangepast, zoals terugdraaiing van de langstudeerboete, verhoging van de assurantiebelasting, verhoging van de btw en snellere verhoging van de AOW-leeftijd. Tijdens een debat op 9 oktober werd het deelakkoord per motie aangenomen, waarbij het alleen steun kreeg van VVD en PvdA.

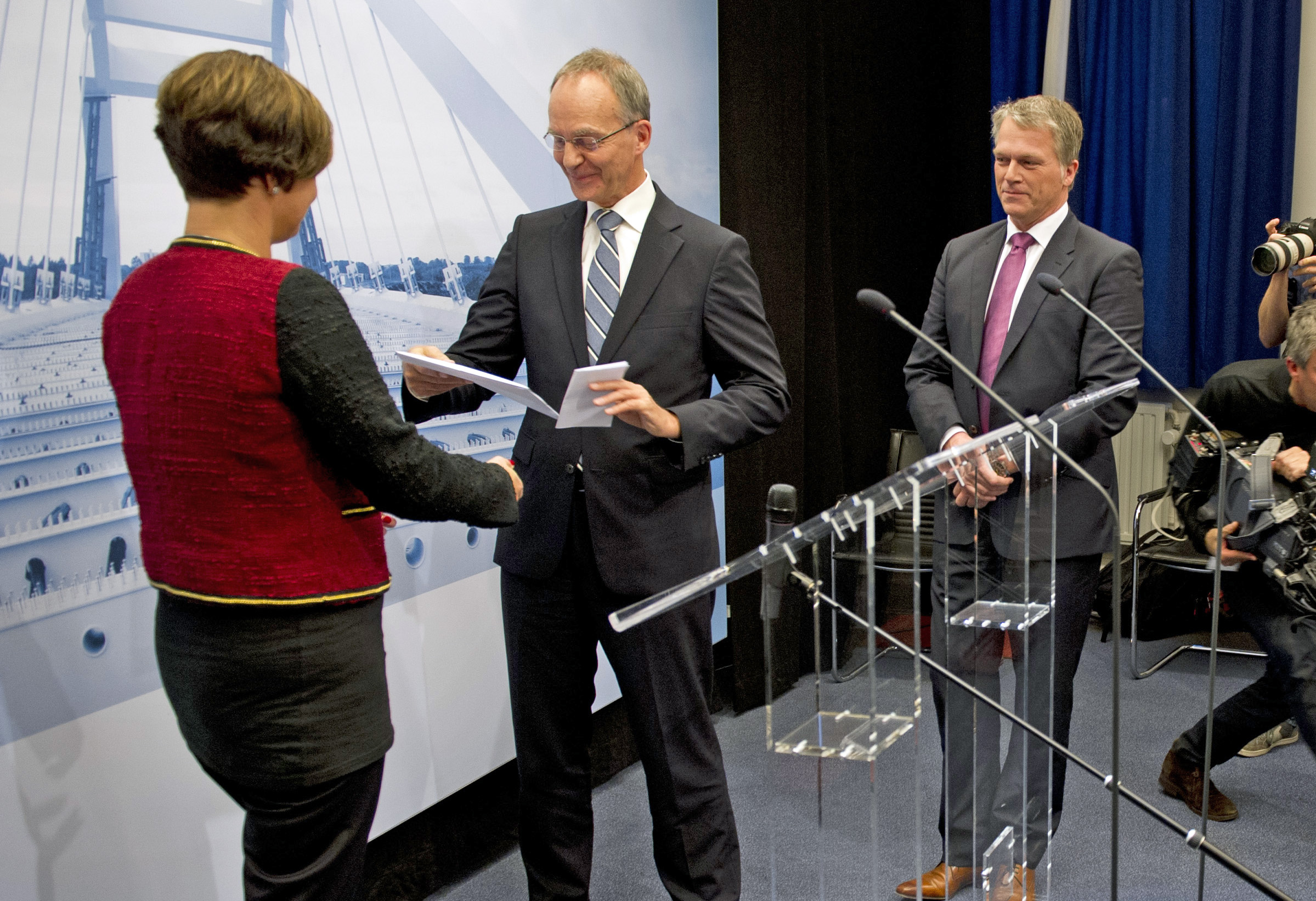
Informateurs Henk Kamp en Wouter Bos bieden hun eindverslag aan Tweede Kamervoorzitter Anouchka van Miltenburg aan.

De besprekingen over het regeerakkoord werden op 26 oktober afgerond. Dat weekend werd het doorgerekend door het Centraal Planbureau (CPB). Op 29 oktober werd het regeerakkoord voorgelegd aan de fracties van VVD en PvdA. De fracties gingen akkoord, waarna het regeerakkoord met als motto "Bruggen Slaan" werd gepresenteerd. Opvallend was het verbod op circusdieren wat Rutte tijdens de onderhandelingen had ingebracht, zonder dat het in verkiezingsprogramma had gestaan. Tweede Kamerleden van de VVD dachten later dat dit een idee van PvdA was, en hadden nog geprobeerd dit te schrappen. Gespeculeerd werd dat dit een cadeautje van Rutte was aan een van zijn naasten.

## Formateur Rutte

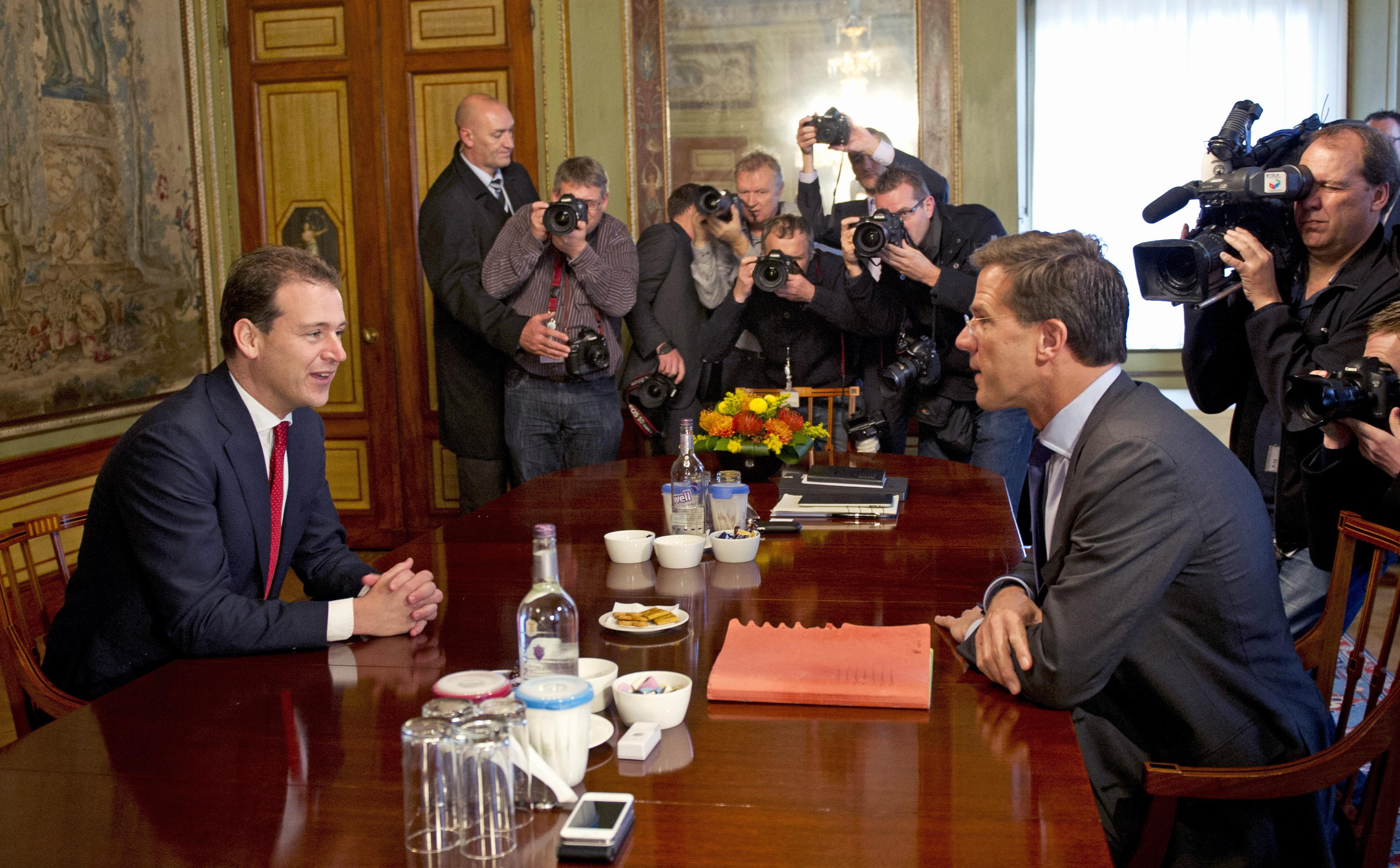
Formateur Rutte in gesprek met Lodewijk Asscher, beoogd minister van Sociale Zaken en Werkgelegenheid en viceminister-president.

Op 31 oktober stemde de Tweede Kamer in met het advies van de informateurs om Rutte te benoemen tot formateur. De VVD kreeg zeven ministers en de PvdA zes. Andersom kreeg de PvdA vier staatssecretarissen en de VVD drie. Het ministerschap voor Immigratie en Asiel werd geschrapt. In plaats daarvan kwamen er twee nieuwe ministersposten zonder portefeuille: de minister voor Buitenlandse Handel en Ontwikkelingssamenwerking en de minister voor Wonen en Rijksdienst. De naam van het ministerie van Economische Zaken, Landbouw en Innovatie werd gewijzigd in het ministerie van Economische Zaken.
Op 1 en 2 november hield formateur Rutte gesprekken met de beoogde bewindspersonen. Van twee personen is bekend dat zij benaderd zijn, maar het afwezen. Oud-PvdA-minister Guusje ter Horst had bedankt voor een ministerschap van Binnenlandse Zaken en Koninkrijksrelaties, omdat dit departement in 2010 te veel was uitgekleed. Asscher had nog voormalig GroenLinks-partijleider Femke Halsema gevraagd voor de positie van minister van Ontwikkelingssamenwerking en Buitenlandse Handel. Zowel Halsema als de VVD zagen daar echter niks in.
Ondanks grote bezwaren tegen de strafbaarstelling van illegaliteit in het regeerakkoord stemde het PvdA-congres op 3 november in met regeringsdeelname. Diezelfde dag werd ook het constituerend beraad gehouden in de Trêveszaal, waar geen overwegende bezwaren werden vastgesteld. Op 5 november werden de nieuwe bewindslieden van het kabinet-Rutte II beëdigd. Voor het eerst was de beëdiging op televisie uitgezonden, hoewel het door een foutje van de omroepregie daarvoor overgedaan moest worden.

## Nasleep

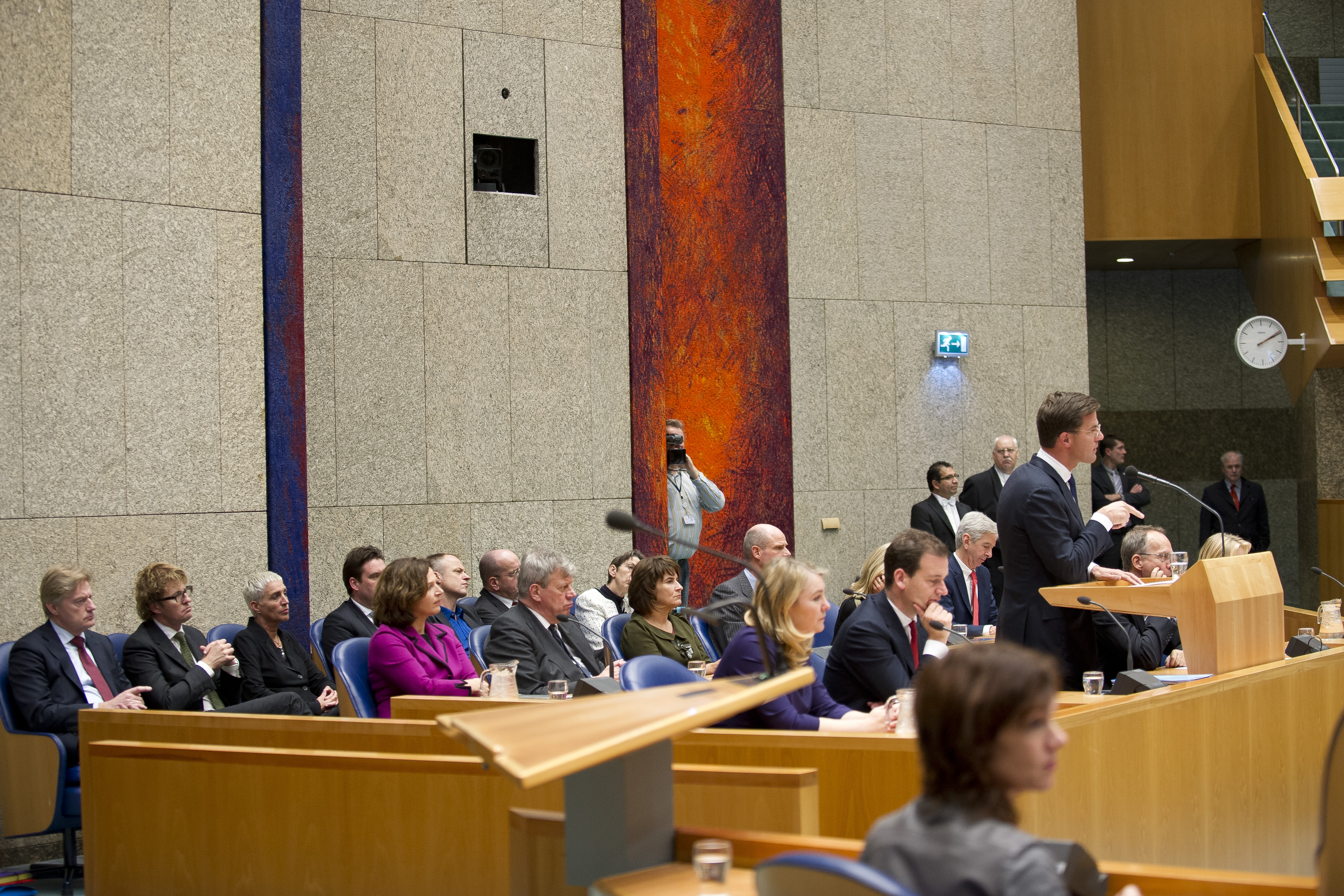
Het kabinet bijeen tijdens het debat over de regeringsverklaring.

Al direct na de bekendmaking van het regeerakkoord was er onder aanvoering van de Telegraaf en oud-VVD-partijleider Hans Wiegel ophef ontstaan over de inkomensafhankelijke zorgpremie. In een peiling van Maurice de Hond zakte de VVD in één week van 38 naar 27 zetels. Bij haar gesprek met de formateur had VVD-minister van Volksgezondheid, Welzijn en Sport Edith Schippers bezwaar gemaakt tegen de wijziging. Vanwege de reacties werd op 9 november besloten dit te schrappen. In plaats daarvan werd genivelleerd via de inkomstenbelasting. Daarnaast werd 250 miljoen euro weggehaald bij infrastructuur, wat de PvdA mocht besteden aan "sociale maatregelen". Het debat over de regeringsverklaring op 12 en 13 november, die vanwege buitenlandse verplichtingen van Rutte en uitblijven van NIBUD-doorrekeningen was uitgesteld, werd nog gedomineerd door de kwestie van de inkomensafhankelijke zorgpremie.
Iets meer dan een maand na beëdiging stapte PvdA-staatssecretaris Co Verdaas alweer op, omdat hij gesjoemeld zou hebben met reiskostendeclaraties in zijn tijd als gedeputeerde in Gelderland. Na opstappen van Verdaas zei Rutte dat hij als formateur niet wist dat dit speelde. De provincie Gelderland gaf echter later aan dat al deze informatie over Verdaas was gestuurd naar de formateur.
Ondanks de grote inhoudelijke verschillen tussen de PvdA en VVD wist het kabinet meerdere kabinetscrises te overleven. Het werd het eerste kabinet sinds 1998 dat de gehele parlementaire periode volmaakte en het langstzittende Nederlandse kabinet sinds de Tweede Wereldoorlog. Bij de Tweede Kamerverkiezingen van 2017 zakte PvdA van 38 zetels naar 9 en de VVD zakte van 41 naar 33. De PvdA werd verweten te snel onderhandeld te hebben in de formatie, waarbij te veel pijnlijke maatregelen voor de PvdA genomen werden.

## Bron
- Van Kessel, Alexander (2016). Volgens nieuwe regels. In: Van Baalen, Carla; Van Kessel, Alexander (ed.).    Kabinetsformaties 1977-2012. Boom, Amsterdam, pp. 511-523. ISBN 9789461054661. NUR 680.